# Morumbi Stadion
Az Estádio Cícero Pompeu de Toledo, vagy másik nevén Morumbi, a legnagyobb magántulajdonban lévő stadion Brazíliában. São Paulo labdarúgócsapatának otthona, amely hivatalos nevét Cícero Pompeu de Toledo klubelnökről kapta, aki a stadion átadása előtt hunyt el. A építmény labdarúgó mérkőzéseken kívül többféle esemény lebonyolítására is alkalmas. Több neves előadó rendezett már itt koncertet.

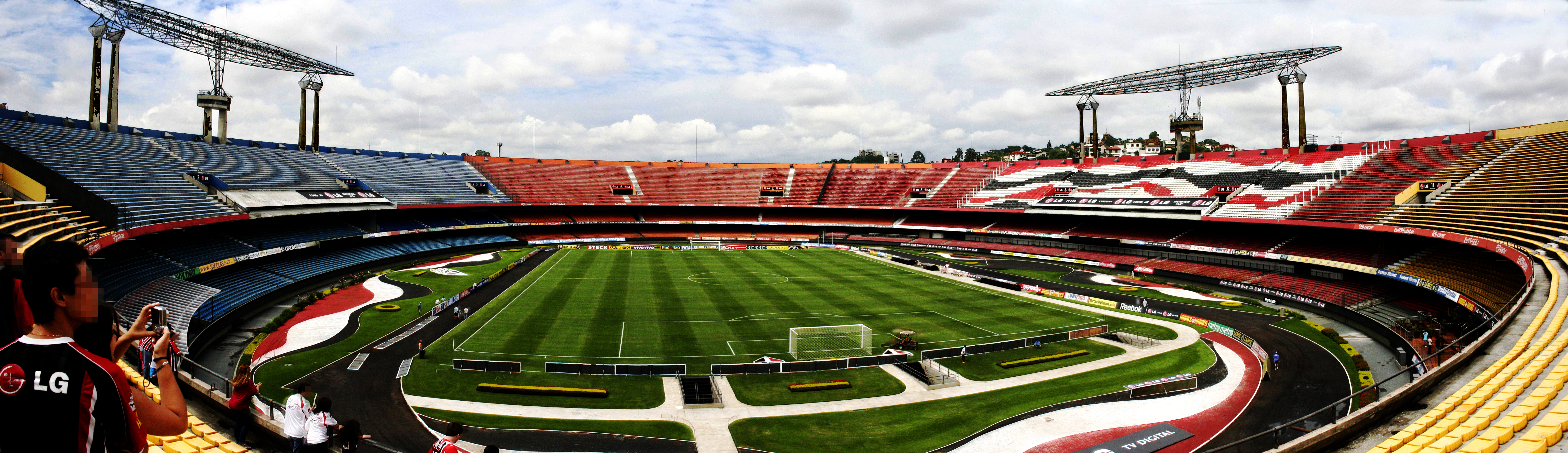
Panoráma felvétel a stadionról.